# Vitula edmandsii
Vitula edmandsii is een vlinder uit de familie snuitmotten (Pyralidae). De wetenschappelijke naam is voor het eerst geldig gepubliceerd in 1865 door Packard.
De soort komt voor in Europa.